# ديمتري سميرنوف
ديمتري سميرنوف (بالروسية: Смирнов, Дмитрий Александрович)‏ (14 أغسطس 1969 - ) هو لاعب كرة قدم روسي يلعب كلاعب وسط.

## روابط خارجية
- ديمتري سميرنوف على موقع اتحاد أوكرانيا (الإنجليزية)
- ديمتري سميرنوف على موقع قاعدة بيانات كرة القدم.إي يو (الإنجليزية)